# یواس‌اس تالامانکا (ای‌اف-۱۵)
یواس‌اس تالامانکا (ای‌اف-۱۵) (به انگلیسی: USS Talamanca (AF-15)) یک کشتی بود که طول آن ۴۴۷ فوت ۱۰ اینچ (۱۳۶٫۵۰ متر) بود. این کشتی در سال ۱۹۳۱ ساخته شد.